# Mompha gibbiferella
Mompha gibbiferella é uma espécie de mariposa do gênero Mompha pertencente à família Coleophoridae.